# Építészek listája korszakonként
Híres építészek listája, korszakonként betűrendbe szedve.
Lásd még: építészek listája betűrendben, magyar építészek listája.

## Mitológiai építészek
- Daidalosz (I. e. 600 ?)
- Nimród
- Vivasvat

## Korai építészek

### Ókori egyiptomiak
- Imhotep (I. e. 27. század) – az első nevesített építész
- Hemiunu (I. e. 26. század)
- Amenhotep, Hapu fia (I. e. 14. század)
- Ineni (I. e. 16. század)
- Szenenmut (I. e. 15. század)

### Ókori görögök
- Agamédész (I. e. 6. század)
- Apollodórosz (I. e. 3. század)
- Diphilosz (I. e. 1. század)
- Eupalinosz (I. e. 6. század)
- Hermodórosz (I. e. 2. század)
- Iktinosz (I. e. 5. század)
- Milétoszi Izidórosz (6. század)
- Kallikratész (I. e. 5. század)
- Mandroklész (I. e. 5. század)
- Metagenész (Athén)  (I. e. 5. század)
- Metagenész (Knósszosz) (I. e. 6. század)
- Mnesziklész (I. e. 5. század)
- Nikón (2. század)
- Paióniosz (I. e. 6. század)
- Parmenión (I. e. 3. század)
- Phaiax (I. e. 5. század)
- Philón (I. e. 6. század)
- Püthiosz (I. e. 4. század)
- Trallészi Anthémiosz (474–558)
- Xenoklész (I. e. 2. század)

### Ókori rómaiak
- Marcus Agrippa (I. e. 63–I. e. 12)
- Vitruvius (I. e. 80–70–15)

### Kínaiak
- Lu Ban (鲁班) (I. e. 507–I. e. 440)

## 12. századiépítészek
- William of Sens

## 13. századiépítészek
- Renaud de Cormont
- Thomas de Cormont
- John of Gloucester (13. század) angol
- Villard de Honnecourt (13. század) francia
- Jean de Loup
- Robert de Luzarches (13. század)  francia
- Jean d'Orbais (1175–1231)  francia
- Gaucher de Reims
- Bernard de Soisons

## 14. századiépítészek
- Cristoforo da Bolzano
- Jacopo Celega (14. század) itáliai
- Pier Paolo Celega
- Frà Giovanni degli Eremitani
- Giotto di Bondone  (1267–1337) firenzei
- Peter Parler (1330?–1399) német

## 15. századiépítészek
- Leon Battista Alberti (1404–1472) itáliai
- Giovanni Antonio Amadeo (1447–1522) itáliai
- Donato Bramante (1444–1514) itáliai
- Filippo Brunelleschi (1377–1446) itáliai
- Annibale Maggi - Da Bassano (15. század) itáliai
- Michelozzo Michelozzi  (1396–1472) itáliai
- Jean Texier
- Jacob van Thienen (15. század) flamand
- Guarino Veronese (1376–1460) itáliai
- Leonardo da Vinci (1452–1519) itáliai

## 16. századiépítészek
- Galeazzo Alessi (1512–1572) itáliai
- Bartolomeo Ammanati (1511–1592) itáliai
- Michelangelo Buonarroti (1475–1546) itáliai
- Francesco Fiorentino (?–1516) firenzei, Lengyelország
- Juan de Herrera (1530–1597) spanyol
- Philibert de l'Orme (1514–1570) francia
- Hans Hendrik van Paesschen (1510–1582) flamand
- Andrea Palladio (1508–1580) itáliai
- Antonio da Sangallo (1453–1534) itáliai
- Michele Sammicheli (1484–1559) velencei
- Raffaello Sanzio (1483–1520) itáliai
- Vincenzo Scamozzi (1552–1616) velencei
- Koca Mimar Sinan Agha (1489?–1588) török
- Giorgio Vasari (1511–1574) itáliai
- Giacomo Barozzi da Vignola (1507–1573) itáliai

## 17. századiépítészek
- Giovanni Lorenzo Bernini (1598–1680) itáliai
- Francesco Borromini (1599–1667) svájci
- Pietro da Cortona (1596?–1669) itáliai
- Tumas Dingli (1591–1666) máltai
- Cosimo Fanzago (1591–1678) olasz
- Lorenzo Gafà (1630–1703 v 1704) máltai
- Ustad Isa
- Inigo Jones (1573–1652) angol
- Baldassarre Longhena (1598–1682) itáliai
- Carlo Maderno (1556–1629) svájci, itáliai
- Jakob Prandtauer  (1660–1726) osztrák
- Carlo Rainaldi (1611–1691) itáliai
- Andreas Schlüter (1659?–1714) porosz
- ifj. Nicodemus Tessin (1654–1728) svéd
- Sébastien Le Prestre de Vauban  (1633–1707) francia
- John Webb (1611–1672) angol
- Adriaen van der Werff (1659–1722) holland
- Elizabeth Mytton Wilbraham
- Christopher Wren (1632–1723) angol

## 18. századiépítészek
- Robert Adam (1728–1792) angol
- William Adam (1689–1748) skót
- Cosmas Damian Asam (1686–1739) német
- Egid Quirin Asam (1692–1750) német
- James Bloodworth (1759–1804) angol
- Étienne-Louis Boullée (1728–1799) francia
- Alexandre-Théodore Brongniart (1739–1813) francia
- William Buckland (1784–1856) angol
- Colen Campbell (1676–1729) skót
- John Carr of York (1723–1807) angol
- Richard Cassels (1690–1751) angol, ír
- William Chambers (1723–1796) skót
- Christoph Dientzenhofer (1655–1722) német, cseh
- Kilian Ignaz Dienzenhofer (1689–1751) cseh
- Friedrich Wilhelm von Erdmannsdorff  (1736–1800) német
- Johann Bernhard Fischer von Erlach (1656–1723) osztrák
- Johann Michael Fischer (1692–1766) német, cseh
- Pierre François Léonard Fontaine (1763–1853) francia
- Ludwig Förster (1797–1863) osztrák
- Gerolamo Frigimelica
- Ange-Jacques Gabriel  (1698–1782) francia
- Alessandro Galilei (1691–1737) itáliai
- John Gwynn (1713–1786) angol
- Peter Harrison (1716–1775) angol, amerikai
- Elias David Häusser(wd) (1687-1745) dán
- Nicholas Hawksmoor (1661–1736) angol
- Johann Lukas von Hildebrandt (1668–1745) osztrák
- James Hoban (1758–1831) ír, amerikai
- Thomas Jefferson (1743–1826) amerikai
- Richard Jupp (1728–1799) angol
- Filippo Juvarra (1678–1736) olasz
- William Kent (1685–1748) angol
- Carl Gotthard Langhans (1733–1808) német
- Benjamin Latrobe (1764–1820) angol, amerikai
- Giacomo Leoni (1686–1746) olasz
- Johann Friedrich Ludwig (1637–1752) portugál, német
- Jules Hardouin Mansart
- Charles Moreau (1758?–1841?) francia, Magyarország
- Josef Munggenast (1680–1741) osztrák
- Robert Mylne (1733–1811) skót
- John Nash (1752–1835) angol
- Balthasar Neumann (1687–1753) német
- Nikolaus Franz Leonhard Pacassi  (1716–1790) olasz, osztrák
- Giovanni Paolo Pannini (1691–1765) olasz
- Edward Lovett Pearce (1699–1733) ír
- Charles Percier (1764–1838) francia
- Giuseppe Piermarini (1734–1808) olasz
- Franz Anton Pilgram (1699–1761) osztrák
- Giovanni Battista Piranesi (1720–1778) olasz
- Francesco Maria Preti
- Johann Michael Prunner
- Giacomo Quarenghi  (1744–1817) olasz, orosz
- Bartolomeo Rastrelli (1700–1771) olasz, orosz (Téli Palota, Szemtpétervár)
- Charles Ribart  (18. század) francia
- Antonio Rinaldi (1710–1794) olasz
- Thomas Sandby (1721–1798) angol (Királyi Akadémia, London)
- Michael Searles (1750–1813) angol
- Jacques-Germain Soufflot (1713–1780) francia (Pantheon, Párizs)
- William Thornton (1759–1828) angol, amerikai (Capitolium, Washington)
- Domenico Trezzini (1670–1734) svájci, olasz
- John Vanbrugh (1664–1726) angol
- Luigi Vanvitelli (1700–1773) olasz
- Bernardo Vittone (1704–1770) olasz
- John Wood id.  (1704–1754) angol (The Circus, London)
- John Wood ifj. (1728–1782) angol
- Dominikus Zimmermann (1685–1766) német
- Johann Baptist Zimmermann (1680–1758) német

## 19. századiépítészek
- Dankmar Adler (1844–1900)
- Henry Austin (1804–1891)
- Sir Charles Barry (1795–1860)
- ifj. Charles Barry (1823–1900)
- Edward Middleton Barry (1830–1880)
- Frederic Auguste Bartholdi (1834–1904)
- Edward Blore (1787–1879)
- Ignatius Bonomi (1787–1870)
- id. Joseph Bonomi (1739–1808)
- Gridley James Fox Bryant (1816–1899) amerikai
- Charles Bulfinch (1763–1844) amerikai
- William Burges (1827–1881) angol
- Decimus Burton
- J. Cleaveland Cady
- Sir Basil Champney
- Edward Clark
- Adolf Cluss
- Thomas Cubitt
- Pierre Cuypers
- George Devey
- John Dobson
- Theo van Doesburg (1883–1931) holland
- Thomas Leverton Donaldson
- Alexandre Gustave Eiffel (1832–1923) francia
- Kolyu Ficheto (1800–1881)
- Thomas Fuller
- Charles Garnier (1825–1898) francia
- Philip Hardwick
- Philip Charles Hardwick
- William Alexander Harvey
- Victor Horta (1861–1947) belga
- Richard Hunt
- Benno Janssen (1874–1964)
- Giuseppe Jappelli (1783–1852) olasz
- William LeBaron Jenney
- Sir Horace Jones
- Katajama Tokuma  (1854–1917) japán
- Leo von Klenze (1784–1864) német
- Henri Labrouste
- Benjamin Henry Latrobe
- Charles Follen McKim (1847–1924)
- Frederick Marrable
- Robert Mills
- Josef Mocker (1835–1899) cseh
- Auguste de Montferrand
- William Morris (1834–1896) angol
- Alfred B. Mullett (1834–1890)
- John Nash (1752–1835) angol
- Eduard van der Nüll (1812–1868) osztrák
- Frederick Law Olmsted (1822–1903)
- Joseph Paxton (1803–1865)
- John Wornham Penfold (1828–1909)
- Sir James Pennethorne
- Albert Pretzinger
- A. W. N. Pugin
- James Renwick, Jr.
- Henry Hobson Richardson (1838–1886)
- Antonio Rivas Mercado (1853–1927)
- Robert S. Roeschlaub  (1843–1923)
- Isaiah Rogers  (1834–1890)
- John Root (1850–1891)
- Carlo Rossi (1775–1849)
- Friedrich von Schmidt (1825–1891) német, osztrák
- George Gilbert Scott
- ifj. George Gilbert Scott
- Karl Friedrich Schinkel (1781–1841) német
- Gottfried Semper
- August Sicard von Sicardsburg (1813–1868) osztrák
- John Soane
- Vasily P. Stasov
- Friedrich August Stüler (1800–1865) német
- Vlagyimir Grigorjevics Suhov  (1853–1939) orosz
- Louis Sullivan (1856–1924)
- Vlagyimir Jevgrafovics Tatlin (1885–1953) orosz
- Thomas Alexander Tefft (1826–1859)
- Samuel Sanders Teulon
- Constantine Andreyevich Ton
- Clair Tisseur (1827–1896)
- Silvanus Trevail
- William Tubby
- Henry van de Velde (1863–1957) belga
- Eugène Viollet-le-Duc (1814–1879) francia
- Otto Wagner (1841–1918) osztrák
- Thomas Ustick Walter(wd) (1804-1887) amerikai
- Alfred Waterhouse  (1830–1905), angol
- Stanford White
- William Wilkins (1778–1839) angol
- Thomas Worthington
- Thomas Henry Wyatt
- Edward Alexander Wyon (1842−1872)
- Ammi B. Young
- Lamont Young  (1851–1929) olasz

## 20. századiépítészek
- Alvar Aalto (1898–1976) finn
- Max Abramovitz  (1908–2004) amerikai
- David Adler (1882–1949) amerikai
- Charles N. Agree (1897–1982) amerikai
- Christopher Alexander (1936–2022) osztrák
- Paul Andreu (1938–2018) francia
- Walter W. Ahlschlager  (?–1965) amerikai
- Raul de Armas (1941–) kubai
- Erik Gunnar Asplund (1885–1940) svéd
- Edward Larrabee Barnes (1915–2004) amerikai
- Luis Barragán (1902–1988) mexikói
- Welton Becket (1902–1969) amerikai
- Adolf Behne (1885–1948) német
- Peter Behrens (1868–1940) német
- Pietro Belluschi (1899–1994) amerikai
- Hendrik Petrus Berlage (1856–1934) holland
- Gottfried Boehm (1920–) német
- Ricardo Bofill (1939–) spanyol
- Oriol Bohigas (1925–) spanyol
- Mario Botta (1943–) svájci
- Claude Fayette Bragdon (1866–1946) amerikai
- Gordon Bunshaft (1909–1990) amerikai
- John Burgee  (1933–) amerikai
- Daniel Burnham (1846–1912) amerikai
- Santiago Calatrava (1951–) spanyol
- Peter Calthorpe amerikai
- Sir Hugh Casson (1910–1999) angol
- James Walter Chapman-Taylor (1958–1978) angol, Új-Zéland
- Serge Chermayeff (1900–1996) angol
- David Chipperfield (1953–) angol
- Josep Antoni Coderch  (1913–1984) spanyol
- Mary Colter (1869–1958) amerikai
- Peter Cook (1936–) angol
- Le Corbusier (1887–1965) francia
- Ernest Cormier (1885–1980) kanadai
- Charles Correa (1930–) indiai
- Lúcio Costa (1902–1998) brazil
- Ralph Adams Cram (1863–1942) amerikai
- Charles Howard Crane (1885–1952) amerikai
- Kirtland Cutter (1860–1939) amerikai
- Justus Dahinden (1925–) svájci
- Raimondo Tommaso D'Aronco (1857–1932) olasz
- Frederic Joseph DeLongchamps (1882–1969) amerikai
- Theo van Doesburg (1883–1931) holland
- Andrés Duany (1949–) amerikai
- Max Dudler (1949–) svájci, német
- Willem Marinus Dudok (1884–1974) holland
- Arthur Dyson (1940–) amerikai
- Charles Eames (1907–1978) amerikai
- Ray Eames (1912–1988) amerikai
- John Eberson (1875–1964) román, amerikai
- Peter Eisenman (1932–) amerikai
- Arthur Erickson (1924–2009) kanadai
- Hermann Finsterlin (1887–1973) német
- Theodor Fischer (1862–1938) német
- Aldo van Eyck (1918–1999) holland
- Hassan Fathy (1900–1989) egyiptomi
- Sverre Fehn (1924–2009) norvég
- O'Neil Ford (1905–1982) amerikai
- Norman Foster (1935–) angol
- Yona Friedman (1923–) magyar, francia <?>
- Buckminster Fuller (1895–1983)amerikai
- Antoni Gaudí (1852–1926) katalán
- Jan Gehl  (1936–) dán
- Frank Gehry (1929–) amerikai
- Cass Gilbert (1859–1934) amerikai
- Romaldo Giurgola (1920–) olasz, (USA, Ausztrália)
- Bruce Goff (1904–1982) amerikai
- Bertram Goodhue (1869–1924) amerikai
- Michael Graves (1934–) amerikai
- Walter Burley Griffin (1876–1937) amerikai
- Nicholas Grimshaw (1939–) angol
- Walter Gropius (1883–1969) német
- Victor Gruen (1903–1980) osztrák
- Hugo Häring (1882–1958) német
- Wallace Harrison (1895–1981) amerikai
- Coop Himmelb(l)au
- Charles Holden (1875–1960) angol
- Hans Hollein  (1934–2014) osztrák
- Raymond Hood (1881–1934) amerikai
- Friedensreich Hundertwasser (1928–2000) osztrák
- Iszozaki Arata (1931–2022) japán
- Arne Jacobsen (1902–1971) dán
- Helmut Jahn (1940–) német, amerikai
- Jamaszaki Minoru amerikai
- Pierre Jeanneret (1896–1967) svájci
- Jon Jerde amerikai
- Philip Johnson (1906–2005) amerikai
- Khaled Bernard Jouby
- Donald Judd (1928–1994) amerikai
- Josep Maria Jujol (1879–1949) spanyol
- Albert Kahn (1869–1942) amerikai
- Louis Kahn (1901/1902–1974) amerikai
- Louis Kamper (1861–1953) amerikai
- Jan Kaplický (1937–2009) cseh-angol
- Raymond M. Kennedy amerikai
- Michel de Klerk (1884–1923) holland
- Ralph Knott (1878–1929) angol
- Austin Eldon Knowlton (1909–2003) amerikai
- Hans Kolhoff (1946–) német
- Piet Kramer (1881–1961) holland
- Leon Krier (1946–) luxembourgi
- Kisho Kurokawa (1934–2007) japán
- Edgar-Johan Kuusik (1888–1974) észt
- Thomas W. Lamb (1871–1942) amerikai
- Sir Denys Lasdun (1914–2001) angol
- John Lautner (1911–1994) amerikai
- Ricardo Legorreta (1931–) mexikói
- Firmin Lepage (1930–2001) kanadai
- Jan Letzel (1880–1925) Csehszlovákia
- Amanda Levete(1955–) angol, Future Systems
- Sigurd Lewerentz (1885–1975) svéd
- Liang Sicheng (梁思成) (1901–1972) kínai
- Daniel Libeskind (1946–) lengyel, amerikai
- Maya Lin  (1959–) amerikai
- El Liszickij (1890–1941) orosz
- Gordon W. Lloyd (1832–1905)
- Elmar Lohk  (1901–1963) észt
- Adolf Loos (1870–1933) osztrák, cseh
- Hans Luckhardt (1890–1954) német
- Wassili Luckhardt (1889–1972) német
- Owen Luder  (1928–) angol
- Edwin Lutyens  (1869–1944) angol
- Fumihiko Maki (1928–) japán
- Charles Rennie Mackintosh (1868–1928) skót
- Robert Mallet-Stevens (1886–1945) francia
- George D. Mason (1856–1948) amerikai
- Bernard Maybeck (1862–1957) amerikai
- Duncan McDuffie
- Raymond McGrath (1903–1977) angol-ír
- Roy Mason (1938–1996) amerikai
- Richard Meier (1934–) amerikai
- Erich Mendelsohn (1887–1953) német
- Henry Mercer (1856–1930) amerikai
- Johan van der Mey (1878–1949) holland
- Hannes Meyer (1889–1954) svájci
- Barton Meyers
- Giovanni Michelucci (1891–1990) olasz
- Ludwig Mies van der Rohe (1886–1969) német, amerikai
- Vlado Milunić (1941–2022), cseh
- Enric Miralles (1955–2000), spanyol
- Francesc Mitjans (1909–2006) katalán
- Samuel Mockbee (1944–2001)
- Rafael Moneo (1937–) spanyol
- Arthur Cotton Moore (1935–), amerikai
- Charles Willard Moore (1925–1993), amerikai
- Roger Montgomery
- Julia Morgan (1872–1957), amerikai
- Eric Owen Moss (1943–), amerikai
- Haji-Baba Moukhtarov (1924–1994) (Azerbajdzsán)
- Glenn Murcutt (1936–) ausztrál
- Robert Natus
- Richard Neutra
- Oscar Niemeyer (1907–1976) brazil
- Oscar Nitzchke (1900–1991)
- Percy Erskine Nobbs
- Jean Nouvel (1945–) francia
- A. G. Odell Jr.
- Frei Otto (1925–)
- John Pawson (1949–) angol
- J.J.P. Oud
- Arthur Peabody
- I. M. Pei(贝聿明) (1917–2019) kínai-amerikai
- César Pelli
- Frits Peutz
- Nikolaus Pevsner (1902–1983) német-angol
- Renzo Piano (1937–) olasz
- Joze Plecnik
- Hans Poelzig
- Gio Ponti
- John Russell Pope
- John Portman
- Christian de Portzamparc
- George B. Post
- Freeman A. Pretzinger
- Ralph Rapson
- Rip Rapson
- C. W. Rapp
- George L. Rapp
- Steen Eiler Rasmussen
- Sir Charles Herbert Reilly
- Sir Albert Richardson
- Henry Hobson Richardson
- Gerrit Rietveld (1888–1964) holland
- Paulo Mendes da Rocha (1928–2021) brazil
- Kevin Roche
- Alekszandr Mihajlovics Rodcsenko (1891–1956) orosz
- Richard Rogers (1933–2021) angol
- Aldo Rossi (1931–1997) olasz
- Wirt C. Rowland
- Paul Rudolph
- Eero Saarinen (1910–1961) finn
- Eliel Saarinen (1873–1954) finn
- Eugen Sacharias
- Moshe Safdie (1938–) amerikai
- Paul Saintenoy
- Carlo Scarpa
- Han Scharoun
- Rudolf Schindler
- Paul Schmitthenner
- F.F. Schnitzer
- Alexey Shchusev
- Margarete Schütte-Lihotzky
- Giles Gilbert Scott
- Harry Seidler
- Josep Lluís Sert
- H. Craig Severance
- Claudio Silvestrin
- Álvaro Siza Vieira  (1933–) portugál
- Howard Dwight Smith
- Alison Smithson
- Peter Smithson
- Paolo Soleri
- Alejandro de la Sota
- Albert Speer (1905–1981) német
- Basil Spence
- Johann Otto von Spreckelsen
- Rudolf Steiner (1861–1925) osztrák
- James Stirling (1926–1992) skót
- Edward Durrell Stone
- Andó Tadao (1941–) japán
- Roger Taillibert (1926–2019) francia
- Benedetta Tagliabue – EMBT – widow of Enric Miralles
- Tange Kenzó (1913–2005) japán
- Bruno Taut (1880–1938) német
- Max Taut
- Giuseppe Terragni (1904–1943) olasz
- Benjamin C. Thompson
- Bernard Tschumi
- Gilbert Stanley Underwood
- Jørn Utzon (1918–2008) dán
- William van Alen
- Henry van de Velde (1863–1957) belga
- Robert Venturi
- Carlos Raúl Villanueva
- Rafael Vinoly
- Alan Voorhees (1922–2005) amerikai
- Roland Wank
- André Waterkeyn (1917–2005) belga
- W. H. Weeks
- Paul Williams
- Clough Williams-Ellis
- Jan Wils
- George J. Wimberly
- Frank Lloyd Wright (1867–1959) amerikai
- Hans Rudolf Zimmerman
- Peter Zumthor (1943–) svájci
- Vani Bahl

## 21. századiépítészek
- Hidetsugu Aneha (1957–) japán
- Ban Sigeru (1957–) japán
- Donald Bates
- Frederic Bereder
- John Clancy
- Preston Scott Cohen
- Peter Davidson
- Elizabeth Diller
- Andreas Dilthey
- Mark Fisher (1947–2013) angol
- Eric Corey Freed
- Tony Fretton (1945–) angol
- Robert Gallant
- H.R.Hiegel
- Carlos Nemer
- Zaha Hadid (1950–) iraki. angol
- Michael Hopkins(wd) (1935–2023)
- Steven Holl (1947–) amerikai
- Itó Tojoo (1941–) japán
- E. Fay Jones
- Khaled Bernard Jouby
- Justyna Karakiewicz
- Kuma Kengo (1954–) japán
- Raymond M. Kennedy
- Rem Koolhaas (1944–) holland
- Greg Lynn
- Thom Mayne (1944–) amerikai
- William McDonough
- Eduardo Souto de Moura  (1952–) portugál
- Joshua Prince-Ramus
- Kas Oosterhuis
- Wolf Prix
- Hani Rashid
- Hermann Tilke (1954–) német
- Jack Travis (FAIA) (1952–) amerikai
- Gert Wingårdh (1951–) svéd
- James Wines
- Lebbeus Woods
- Ken Yeang (1948–) malajziai